# Дзедзиці (Західнопоморське воєводство)
Дзедзиці (пол. Dziedzice) — село в Польщі, у гміні Барлінек Мисліборського повіту Західнопоморського воєводства.
Населення — 162 особи (2011).
У 1975-1998 роках село належало до Гожовського воєводства.

## Демографія
Демографічна структура станом на 31 березня 2011 року:
|          | Загалом | Допрацездатний вік | Працездатний вік | Постпрацездатний вік |
| -------- | ------- | ------------------ | ---------------- | -------------------- |
| Чоловіки | 77      | 15                 | 52               | 10                   |
| Жінки    | 85      | 26                 | 39               | 20                   |
| Разом    | 162     | 41                 | 91               | 30                   |